# ماسامیچی آمانو
ماسامیچی آمانو (انگلیسی: Masamichi Amano؛ زادهٔ ۲۶ ژانویهٔ ۱۹۵۷) آهنگساز، رهبر (موسیقی)، و مربی موسیقی اهل ژاپن است.